# McFly
McFly este o formatie pop rock britanică alcătuită din Danny Jones (chitară și voce), Tom Fletcher (chitară/voce), Dougie Poynter (bas/voce) și Harry Judd (baterie), care au urcat la faima 2004, cu primul lor album Room on the 3rd Floor.

## Istorie

### 2002-04: "Room On The 3rd Floor"
Tom Fletcher a fost cel care a numit formația, după personajul Marty McFly din filmul Înapoi în viitor, după ce a audiționat pentru Busted, dar a pierdut locul în fața lui Charlie Simpson. La început, Fletcher a fost acceptat ca membru al trupei. Island Records a decis ca formația să fie alcătuită din 3 membrii, nu din 4. Fletcher a continuat să scrie, totuși, pentru Busted, împreună cu James Bourne. De atunci, Fletcher admite că Bourne l-a învățat cum să structureze cântecele. În timp ce scria pentru al doilea album al trupei Busted, A Present For Everyone, Fletcher a fost întrebat de casa de discuri dacă poate să filmeze audițiile pentru o nouă formație, V. Aici s-au întâlnit pentru prima dată Danny Jones și Tom Fletcher. Jones a mers la audiții crezând ca va fi o trupă instrumentală, nu un boyband. Fletcher a fost impresionat de stilul unic al lui Jones, așa că l-a invitat să scrie cu el și Bourne. Când au încetat să scrie pentru Busted, au început să colaboreze pentru propria lor trupă (pe atunci fără nume) și apoi s-au mutat într-un hotel din Londra pentru două săptămâni, încă primind ajutor de la James Bourne. Dougie Poynter și Harry Judd au fost recrutați printr-o reclamă facută în revista NME. Fletcher a propus idea numelui formației, McFly. Prima data, Jones nu a acceptat numele, dar s-a răzgândit după ce a văzut filmul Înapoi în viitor.
Primul lor single, 5 Colours in Her Hair, a intrat în UK SIngles Chart la numărul 1 in aprilie 2004 și a stat acolo pentru restul săptămânii. În iulie 2004, al doilea lor single, Obviously, de asemenea a fost în topuri. Acestea au fost urmate de albumul Room On The 3rd Floor care a debutat la numărul 1 în UK Albums Chart. Albumul a spart recordurile și McFly a intrat în cartea recordurilor, fiind cea mai tânără formație cu albumul de debut intrând în topuri, pe prima poziție, record deținut până atunci de The Beatles. Al treilea single, That Girl, a intrat la numărul 3. Al patrulea, Room On The 3rd Floor, piesă dupa care a fost numit și albumul, a ajuns la numărul 5. McFly au sprijinit formația Busted într-un turneu, împreună cu V în februarie 2004.

## Discografie
| - Room on the 3rd Floor (2004) - Wonderland (2005) - Motion in the Ocean (2006) - Radio:ACTIVE (2008) - Above The Noise (2010) | - Just My Luck (2006) - All the Greatest Hits (2007) - The Greatest Bits: B-Sides & Rarities (2007) - Memory Lane: The Best of McFly (2012) |